# Gregor Borg
Gregor Borg (* 11. Juli 1957 in Bochum) ist ein deutscher Petrologe.

## Leben
Von 1977 bis 1983 studierte er Geologie an der Ruhr-Universität Bochum. Nach der Promotion (1984–1987) an der University of the Witwatersrand (Controls on stratabound copper mineralization at Klein Aub mine and similar deposits within the Kalahari copper belt of SWA/Namibia and Botswana) war er von 1988 bis 1992 Projektleiter für die Bundesanstalt für Geowissenschaften und Rohstoffe (BGR) in Tansania (Goldexploration in Archaischen Grünsteingürteln). Von 1980 bis 1987 hatte er diverse Verträge als Explorationsgeologe für internationale Firmen (u. a. Rio Tinto, Gencor, Gold Fields, BHP, Metorex). Seit 1993 war er Professor für Petrologie und Lagerstättenkunde an der Martin-Luther-Universität Halle-Wittenberg und beratender Gutachter für die internationale Rohstoffindustrie (u. a. Anglo American).

## Schriften (Auswahl)
- mit Christoph D. K. Gauert: Sediment-hosted Pb-Zn (Cu-Ba) mineralisation within the coastal branches of the Damara Orogen, Namibia. A review. Stuttgart 2003, ISBN 3-510-95907-8.
- Gewinnung von Metallen und mineralischen Produkten aus deponierten Reststoffen der ehemaligen Montanindustrie im Mansfelder Gebiet. Schlussbericht. Halle (Saale) 2013.
- mit Michael L. Zientek, Slawomir Oszcepalski und Heather L. Parks: Assessment of undiscovered copper resources associated with the Permian Kupferschiefer, Southern Permian Basin, Europe. Reston 2015.
- mit Tim Rödel: CaMona – Wirtschaftliche Gewinnung Seltener Erden aus Monazit führendem Sekundärrohstoff der Großregion Catalão; Teilvorhaben 3: Mineralogisch-geochemische Charakterisierung von Aufbereitungsprodukten und assoziierter Wertminerale. Halle 2020.